# Яготинська вулиця (Київ)
Яготи́нська вулиця — вулиця в Печерському районі міста Києва, місцевість Чорна гора. Пролягає від Товарної вулиці до вулиці Генерала Кульчицького.
Прилучається Лубенська вулиця.

## Історія
Вулиця виникла в середині XX століття під назвою 660-та Нова. Сучасна назва — з 1953 року.